# Карін Кшвендт
Карін Кшвендт (нім. Karin Kschwendt; нар. 14 вересня 1968) — колишня професійна тенісистка, яка народилася в Швейцарії, а виступала за Люксембург, Німеччину та Австрію. 
Здобула шість парних титулів туру WTA.
Найвищу одиночну позицію світового рейтингу — 37 місце досягла 12 серпня 1996, парну — 45 місце — 19 лютого 1996 року.
Завершила кар'єру 2000 року.

## Фінали Туру WTA
| Турнір ( W–R )          | Одиночний розряд | Парний розряд |
| Турніри Великого шолома | 0–0              | 0–0           |
| WTA Championships       | 0–0              | 0–0           |
| Tier I                  | 0–0              | 0–0           |
| Tier II                 | 0–0              | 0–0           |
| Tier III                | 0–0              | 0–2           |
| Tier IV                 | 0–1              | 1–0           |

| Покриття ( W–R ) | Одиночний розряд | Парний розряд |
| Тверде           | 0–0              | 1–0           |
| Ґрунт            | 0–1              | 0–1           |
| Трава            | 0–0              | 0–0           |
| Килим            | 0–0              | 0–1           |

### Одиночний розряд (1 поразка)
| Результат | Ранг | Дата     | Турнір         | Покриття | Опонент       | Рахунок       |
| --------- | ---- | -------- | -------------- | -------- | ------------- | ------------- |
| Поразка   | 1.   | Тра 1992 | Liège, Бельгія | Ґрунт    | Радка Бобкова | 3–6, 6–4, 2–6 |

### Парний розряд (6 титулів, 2 поразки)
| Результат | Ранг | Дата     | Турнір                                                | Покриття | Партнер             | Опоненти                                  | Рахунок            |
| --------- | ---- | -------- | ----------------------------------------------------- | -------- | ------------------- | ----------------------------------------- | ------------------ |
| Перемога  | 1.   | Лип 1990 | Internazionali Femminili di Tennis di Palermo, Італія | Ґрунт    | Лаура Гарроне       | Флоренсія Лабат Барбара Романо            | 6–2, 6–4           |
| Перемога  | 2.   | Вер 1990 | Афіни, Греція                                         | Ґрунт    | Лаура Гарроне       | Леона Ласкова Яна Поспішилова             | 6–0, 1–6, 7–6(8–6) |
| Перемога  | 3.   | Лип 1992 | ECM Prague Open, Чехія                                | Ґрунт    | Петра Шварц         | Ева Швіглерова Нелле ван Лоттум           | 6–4, 2–6, 7–5      |
| Перемога  | 4.   | Лип 1993 | Internazionali Femminili di Tennis di Palermo, Італія | Ґрунт    | Наталія Медведєва   | Сільвія Фаріна-Елія Бренда Шульц-Маккарті | 6–4, 7–6           |
| Перемога  | 5.   | Вер 1993 | Hong Kong Tennis Open                                 | Тверде   | Рейчел Макквіллан   | Деббі Грем Маріанн Вердел                 | 1–6, 7–6, 6–2      |
| Перемога  | 6.   | Лют 1995 | Сан-Хуан, Пуерто-Рико                                 | Тверде   | Рене Сімпсон        | Лаура Голарса Лінда Вілд                  | 6–2, 0–6, 6–4      |
| Поразка   | 7.   | Кві 1998 | Makarska International Championships 1998, Хорватія   | Ґрунт    | Євгенія Куликовська | Тіна Кріжан Катарина Среботнік            | 6–7(3–7), 1–6      |
| Поразка   | 8.   | Лип 1998 | Warsaw Open, Польща                                   | Тверде   | Лізель Губер        | Каріна Габшудова Ольга Лугіна             | 6–7(2–7), 5–7      |

## Фінали ITF

### Одиночний розряд: 5 (2-3)
| Турніри $100,000 |
| Турніри $75,000  |
| Турніри $50,000  |
| Турніри $25,000  |
| Турніри $10,000  |

| Результат | Ранг | Дата            | Турнір                   | Покриття | Опонент         | Рахунок       |
| Поразка   | 1.   | 28 вересня 1987 | Bol, Yugoslavia          | Ґрунт    | Яна Поспішилова | 3–6, 3–6      |
| Поразка   | 2.   | 12 жовтня 1987  | Малий Лошинь, Yugoslavia | Ґрунт    | Яна Поспішилова | 4–6, 4–6      |
| Перемога  | 3.   | 8 серпня 1988   | Палермо, Італія          | Ґрунт    | Марція Гроссі   | 4–6, 6–0, 6–1 |
| Поразка   | 4.   | 26 лютого 1990  | Вельс, Австрія           | Ґрунт    | Маріон Маруска  | 6–3, 1–6, 4–6 |
| Перемога  | 5.   | 6 липня 1992    | Ерланген, Німеччина      | Ґрунт    | Анна Фелденьї   | 6–4, 6–2      |

### Парний розряд: 7 (3-4)
| Результат | No | Дата            | Турнір              | Покриття  | Партнер         | Опоненти in the final               | Рахунок            |
| Перемога  | 1. | 4 жовтня 1987   | Рабаць, Yugoslavia  | Ґрунт     | Амі ван Бюрен   | Маріель Ройманс Ніколетте Ройманс   | 6–3, 6–4           |
| Перемога  | 3. | 26 березня 1990 | Мадрид, Іспанія     | Ґрунт     | Патрісія Міллер | Natalia Biletskaya Світлана Комлева | 4–6, 7–5, 6–3      |
| Поразка   | 3. | 5 лютого 1996   | Вюрцбург, Німеччина | Килим (i) | Ева Мартінцова  | Stephanie Gomperts Стефані Роттьєр  | 2–6, 3–6           |
| Перемога  | 4. | 15 вересня 1997 | Софія, Болгарія     | Ґрунт     | Сандра Клезель  | Сандра Начук Драгана Зарич          | 6–4, 6–4           |
| Поразка   | 5. | 2 серпня 1998   | Солт-Лейк-Сіті, США | Тверде    | Лізель Губер    | Маріан де Свардт Саманта Сміт       | 2–6, 2–6           |
| Поразка   | 6. | 21 вересня 1998 | Бухарест, Румунія   | Ґрунт     | Ленка Ценкова   | Ева Бес Роса Марія Андрес Родрігес  | 6–4, 6–7(6–8), 0–6 |
| Поразка   | 7. | 5 грудня 1998   | Нью-Делі, Індія     | Тверде    | Тіна Кріжан     | Ленка Ценкова Аманда Гопманс        | W/O                |